# Beitrittskonferenz
Als zwischenstaatliche Regierungskonferenz beziehungsweise Beitrittskonferenz (englisch Intergovernmental Conference beziehungsweise Accession Conference) wird ein Treffen der Verhandlungsdelegationen der Europäischen Union und eines offiziellen Kandidatenlandes bezeichnet. Diese Konferenzen finden im Rahmen der Beitrittsverhandlungen zwischen der Europäischen Union und offiziellen Kandidatenländern statt. Sie werden eigens je nach Verhandlungsfortschritt anberaumt und dienen dem Eröffnen bzw. dem Abschluss diverser Verhandlungskapitel.

## Ablauf
An den Beitrittskonferenzen nehmen die Verhandlungsdelegationen der EU (der Kommission und der Mitgliedstaaten) und des Kandidatenlandes teil. Sie werden vom jeweiligen Vorsitz geleitet. Als Basis für die Verhandlungen dienen der Entwurf eines gemeinsamen Standpunktes der EU (engl. Draft EU Common Position), der von der Europäischen Kommission ausgearbeitet wurde und auf Arbeitsgruppenebene im Rat behandelt wurde, sowie die Verhandlungsposition des Kandidatenlandes, die ebenfalls im Vorfeld übermittelt wird.
Die Dynamik der Verhandlungen hängt stark von den Reformbemühungen des Kandidatenlandes einerseits und dem Willen der EU-Mitgliedstaaten zur Erweiterung ab. Der genaue Zeitplan wird insbesondere vom Vorsitzland und der Europäischen Kommission beeinflusst. Da im Falle einer Erweiterung Einstimmigkeit unter allen Mitgliedstaaten bestehen muss, verfügt jeder EU-Mitgliedstaat über das Vetorecht zur Eröffnung und dem Abschluss diverser Verhandlungskapitel, wodurch ebenfalls entscheidender Einfluss auf die Verhandlungsdynamik ausgeübt werden kann.

## Beitrittsverfahren
Das nach dem EU-Beitritt Bulgariens und Rumäniens im Jahr 2007 reformierte Beitrittsverfahren sieht strikte Regelungen für die Eröffnung beziehungsweise den Abschluss von Verhandlungskapiteln vor. Insgesamt müssen 35 Verhandlungskapitel erfüllt werden.
Die Verhandlungen beginnen mit einem Screening der Gesetzgebung des Kandidatenlandes im jeweiligen Verhandlungskapitel. Im weiteren Verlauf muss ein Kandidatenland sowohl bei der Eröffnung von Verhandlungskapiteln, als auch bei deren Abschluss so genannte Benchmarks bzw. Leistungsnachweise ("track record") vorweisen, welche nachweislich belegen sollen, dass etwa Gesetzesakte nicht nur in Kraft getreten sind, sondern auch umgesetzt werden. Die Mitgliedstaaten der EU verfügen über das Recht, zu jedem Zeitpunkt ein Veto gegen die Fortführung der Verhandlungen einzulegen, denn die Verhandlungen über ein Kapitel beginnen bzw. enden erst nach Freigabe durch die Mitgliedstaaten (üblicherweise durch den Rat für Allgemeine Angelegenheiten der Außenminister der EU). Formell beschlossen werden Verhandlungskapitel im Rahmen der eigens anberaumten zwischenstaatlichen Beitrittskonferenzen.
Die Kommission erstellt jährliche Fortschrittsberichte zum Verhandlungsstand beziehungsweise zu den Reformbemühungen des Kandidatenlandes. Das Europäische Parlament ist aktiver Beobachter der Beitrittsverhandlungen und bewertet regelmäßig den Stand der Verhandlungen. Die Kommission hat die Aufgabe, das Europäische Parlament über alle wichtigen Phasen der Beitrittsverhandlungen zu informieren. Nach Art. 49 des EU-Vertrags bedarf jede Erweiterung der Zustimmung des Europäischen Parlaments, das mit der absoluten Mehrheit seiner Mitglieder beschließt. Eine gewichtige Rolle spielt das Europaparlament beim finanziellen Aspekt der Erweiterung, da es als Haushaltsbehörde gemeinsam mit dem Rat alle Ausgaben der EU bewilligt.

## Primärrechtsänderung
Jede Erweiterung der EU führt zu einer Änderung der Verträge (des Primärrechts). Grundlegende Änderungen der Verträge werden im Rahmen von Konferenzen der Vertreter der Regierungen der Mitgliedstaaten der Europäischen Union behandelt. Alle Verpflichtungen beziehungsweise Übergangsregelungen für das Kandidatenland werden im Beitrittsvertrag festgelegt. Der Beitrittsvertrag bindet im Gegenzug auch alle EU-Mitgliedstaaten, da dieser von allen Mitgliedstaaten ratifiziert werden muss.